# Atypophthalmus (Atypophthalmus) crinitus
Atypophthalmus (Atypophthalmus) crinitus is een tweevleugelige uit de familie steltmuggen (Limoniidae). De soort komt voor in het Palearctisch gebied.